# Lago Williston
Il lago Williston è un bacino localizzato nelle regioni centrali della Columbia Britannica, nel Canada occidentale.

## Descrizione
Si sviluppa lungo il corso del fiume Peace, sulle Montagne Rocciose Canadesi. Il lago e copre una superficie totale di 1.761 km², che lo pone come il più grande lago della Columbia Britannica. Ha una lunghezza di 251 km e nel punto di larghezza massima raggiunge i 155 km.
Il serbatoio è alimentato da diversi fiumi: Omineca, Ingenica, Ospika, Parsnip, Manson, Nation, Clearwater Creek, Nabesche, Carbon Creek, così come altri piccoli torrenti.
Diversi parchi provinciali s'affacciano sulle sue rive, tra cui Muscovite Lakes Provincial Park, Butler Ridge Provincial Park, Heather-Dina Lakes Provincial Park e Ed Bird-Estella Provincial Park.

## Storia
Il Lago Williston fu creato nel 1968, rappresentando per l'epoca uno fra i più grandi bacini artificiali del mondo. Si formò in seguito alla costruzione della diga WAC Bennett sul fiume Peace, inondando territori appartenuti a popolazioni indigene.
Il lago fu così nominato in onore dell'onorevole Ray Williston, a quel tempo ministro delle Terre, Foreste e Risorse Idriche.